# Saint-Geyrac
Saint-Geyrac település Franciaországban, Dordogne megyében. Lakosainak száma 192 fő (2022. január 1.). Saint-Geyrac Saint-Crépin-d’Auberoche, Bassillac et Auberoche, Rouffignac-Saint-Cernin-de-Reilhac, Saint-Félix-de-Reillac-et-Mortemart, La Douze és Saint-Pierre-de-Chignac községekkel határos.

## Népesség
A település népessége az elmúlt években az alábbi módon változott:
| Lakosok száma | 253  | 235  | 212  | 220  | 220  | 203  | 198  | 197  | 195  | 192  |
|               | 1968 | 1982 | 1990 | 2006 | 2013 | 2015 | 2017 | 2019 | 2020 | 2022 |